# Графический калькулятор

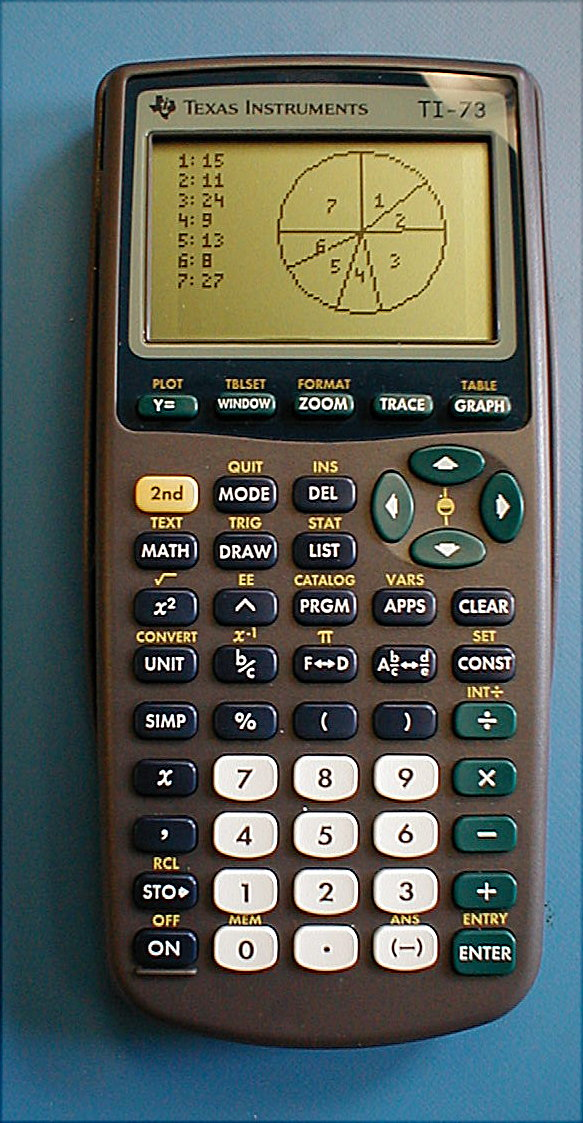
Графический калькулятор TI-73

Графический калькулятор (англ. Graphing calculator) — калькулятор, оснащённый возможностями строить и отображать графики функций, решать уравнения, выполнять различные задачи с переменными.
Самые популярные графические калькуляторы также являются программируемыми, позволяющими пользователю создавать индивидуальные программы, обычно для научных, инженерных и образовательных приложений. Поскольку они имеют большие дисплеи по сравнению с классическими цифровыми научными калькуляторами, графические калькуляторы также обычно отображают несколько строк текста, вычислений и графиков одновременно.